# Stockage humide des grumes

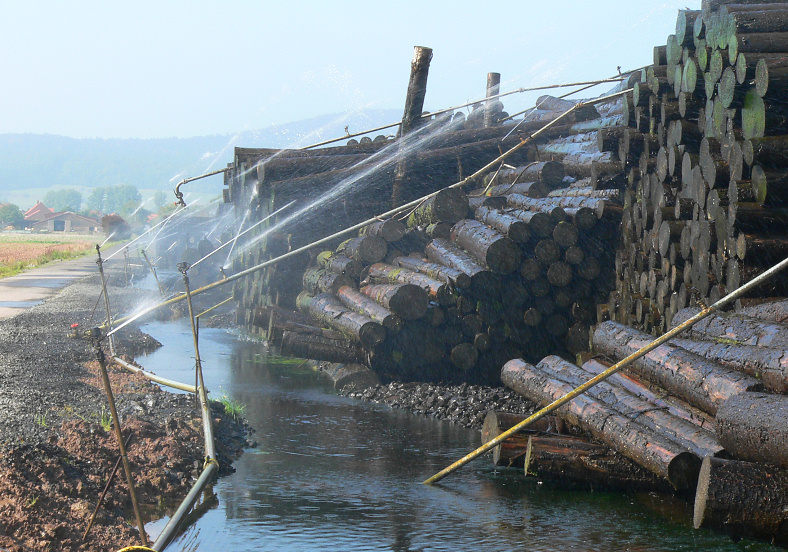
Arrosage de grumes pour favoriser leur conservation (Edertal, 2008).

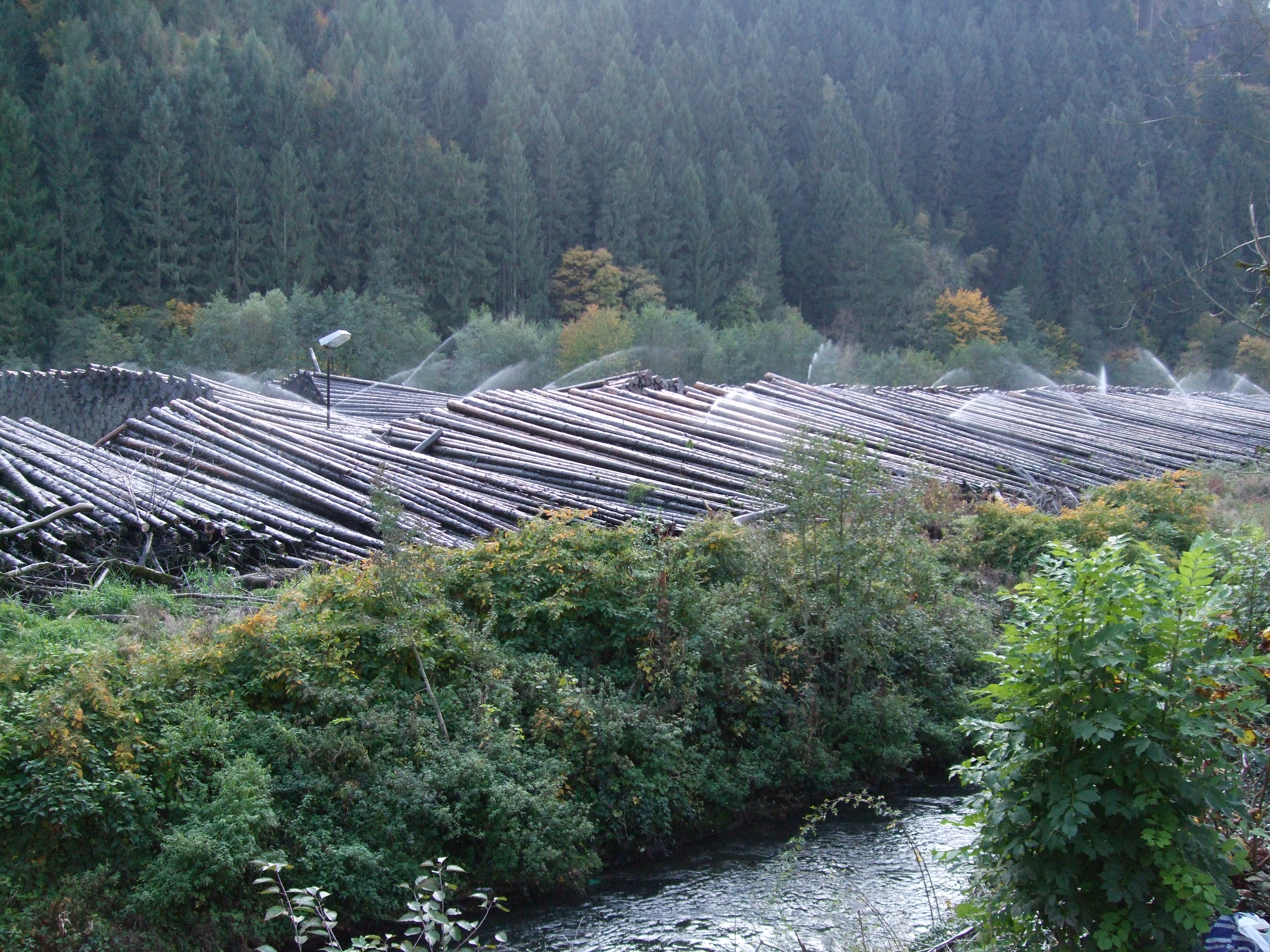
Stockage humide sur la Lenne (affluent de la Ruhr)

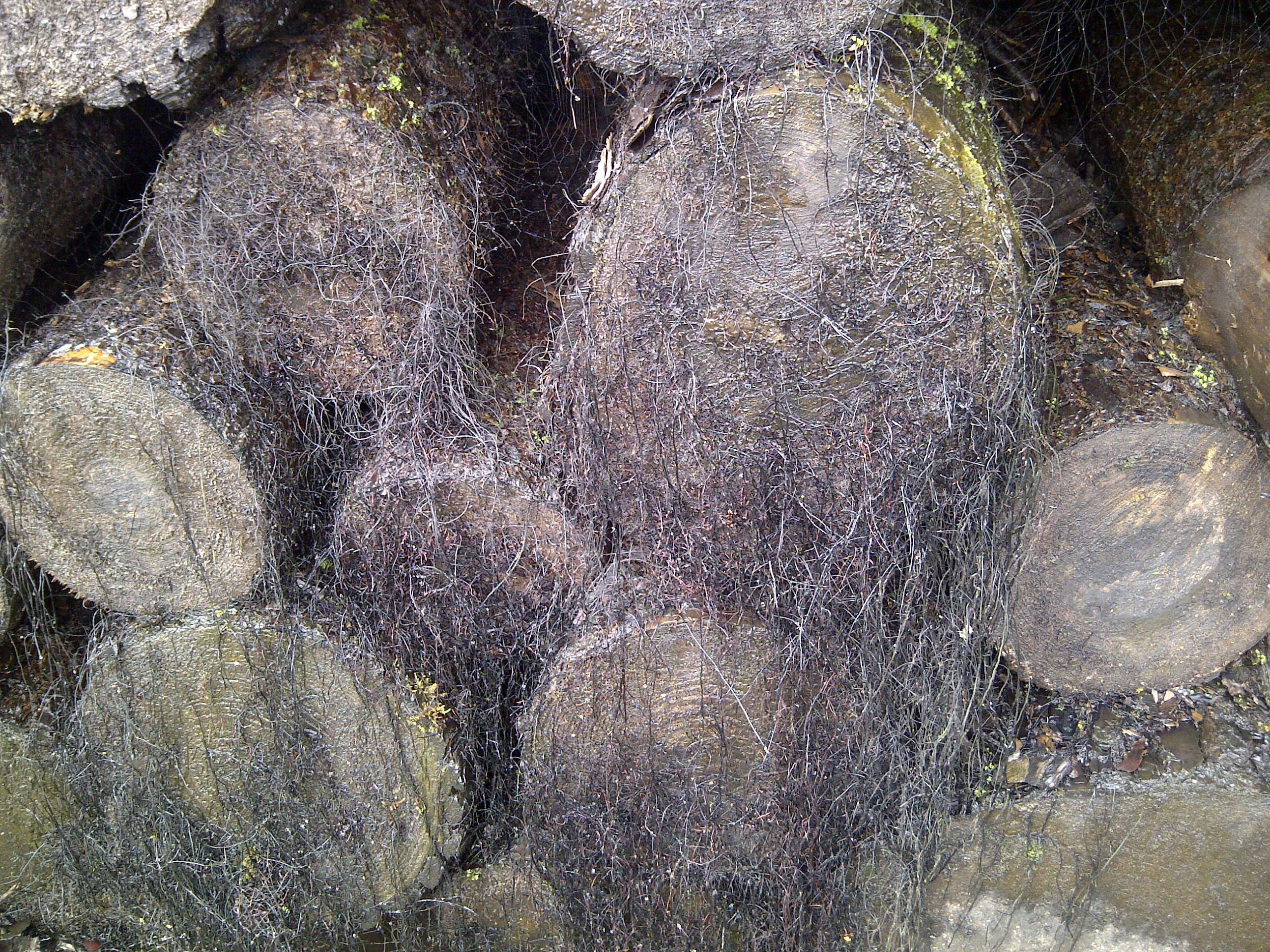
Filaments d'armillaire sur des rondins de pins maritimes stockés sous aspersion après la tempête Klaus de 2009 dans le massif des Landes. Après trois ans de stockage.

Lorsque les grumes doivent être entreposées pendant de longues périodes à une température supérieure à 0 °C, il est préférable de les laisser tremper. Le stockage humide des grumes consiste en le stockage des grumes protégé par aspersion (sous jet d'eau ou sprinklers), ou par immersion (dans un bassin à grumes, autrefois une fosse aux mât dans les arsenaux de la marine en bois) ; ce qui aide à prévenir la fente en bout (gerce, end check) et à ralentir la détérioration causée par les insectes, les attaques fongiques et la pourriture qui en découle. Cependant, une coloration chimique peut se produire dans des conditions humides. 

## Aspersion
De nos jours, les grumes de résineux stockées dans un parc à grumes sont généralement protégées par aspersion d’eau (sprinkling) par temps chaud, ce qui constitue une méthode efficace pour réduire les fentes, les taches d’aubier et la pourriture. L'arrosage n'empêchera pas certaines attaques d'insectes, même s'il a tendance à être plus efficace que le stockage sur sol sec. Pour être efficaces, les extrémités des bûches et du bois exposé doivent être maintenus humides en permanence pendant toute la période de stockage. L'arrosage réduit l'oxygène disponible, dissuadant ainsi la coloration et la pourriture de l'aubier.
L'aspersion des grumes est attestée au moins depuis 1913.

## Immersion
Le stockage en étang (pond storage), comprend les grumes stockées dans les étangs des scieries (bassin à grumes), les lacs, les rivières et les estuaires en eau salée (enclavation). Le stockage en étang était autrefois une pratique courante, mais il est rarement utilisé aujourd'hui, sauf en Colombie-Britannique et dans le sud-est de l'Alaska. Des défauts tels que âme alvéolaire (honeycomb), effondrement (collapse) et défaillance des cernes (ring failure) peuvent en résulter lorsque les grumes sont stockées dans l'eau pendant plus d'un an.